# Zef Serembe
Zef Serembe   (San Cosmo Albanese, 6 de març de 1844 - São Paulo, 1901) fou un escriptor arbëreshë en llengua albanesa.
Pertanyia a una família molt humil. El 1874 va emigrar al Brasil, obsessionat per un amor de joventut que va emigrar i va morir-hi, però tornà el 1875 i patí moltes penúries, però ajudat per Camarda. Es tancà en una visió romàntica de la terra albanesa, tot i ple de desil·lusió i malenconia. Va visitar als albanesos de Sicília el 1886 i marxà als EUA el 1895-1897. Des d'allà, torna a Amèrica del Sud, primer a Buenos Aires i després a São Paulo, on acabarà morint l'any 1901. Els seus poemes foren recollits a Vjershë (1926).